# Neivamyrmex rosenbergi
Neivamyrmex rosenbergi är en myrart som först beskrevs av Auguste-Henri Forel 1911.  Neivamyrmex rosenbergi ingår i släktet Neivamyrmex och familjen myror. Inga underarter finns listade i Catalogue of Life.